# Thrasya stricta
Thrasya stricta är en gräsart som beskrevs av Alasdair Graham Burman. Thrasya stricta ingår i släktet Thrasya och familjen gräs. Inga underarter finns listade i Catalogue of Life.